# Битва під Гроховом
Би́тва під Гро́ховом — найкривавіша битва Польського повстання 1831 року. Відбулася 25 лютого 1831 біля села Грохув (у складі сучасної Варшави). Польські сили під командуванням Юзефа Хлопіцького заступили російській армії під командуванням фельдмаршала Дибича шлях до Варшави та змусили їх відійти до кордону Польського Королівства.